# Mindororupsvogel
De mindororupsvogel (Coracina mindorensis) is een zangvogel uit de familie Campephagidae (rupsvogels). Eerder werd dit beschouwd als een ondersoort van de gebandeerde rupsvogel (C. striata), maar op grond van opvallende verschillen in uiterlijk en geluid is aan deze vogel soortstatus toegekend.

## Verspreiding en leefgebied
Deze vogel komt voor op de Filipijnen op de eilanden Mindoro en Tablas.